# William L. Langer
William Leonard Langer (16 mars 1896 - 26 décembre 1977) est un historien, analyste du renseignement et conseiller politique américain. Il est président du département d'histoire de l'Université Harvard. Il est en congé pendant la Seconde Guerre mondiale en tant que chef de la Direction de la recherche et de l'analyse du Bureau des services stratégiques. Il est un spécialiste de la diplomatie des périodes 1840-1900 et de la Seconde Guerre mondiale. Il édite de nombreux livres, dont une série sur l'histoire européenne, un ouvrage de référence à grande échelle et un manuel universitaire.

## Jeunesse
Né à South Boston, Massachusetts, il est le deuxième des trois fils d'immigrants allemands récents, Charles Rudolph et Johanna Rockenbach. Son frère aîné, Rudolf Ernest Langer, devient mathématicien et son frère cadet, Walter Charles Langer, psychanalyste.
Alors que William n'a que trois ans, son père meurt subitement, laissant la famille dans des circonstances difficiles. Néanmoins, sa mère, qui soutient la famille en travaillant comme couturière, fait de l'éducation une priorité pour ses enfants.

## Formation
Après avoir étudié à la Boston Latin School, Langer fréquente l'Université Harvard.
Langer parle couramment l'allemand et enseigne cette langue à la Worcester Academy tout en poursuivant sa propre formation avec des cours sur les Relations internationales à l'Université Clark.
Son travail et ses études sont interrompus par le service militaire de la Première Guerre mondiale. Après la guerre, il reprend ses études et obtient son doctorat en 1923. En 1921, il épouse Susanne Langer (née Knauth) qui devient une philosophe réputée. Ils ont deux fils ensemble avant de divorcer en 1942.
Il enseigne l'histoire européenne moderne à l'Université Clark pendant quatre ans avant d'accepter un poste de professeur assistant à Harvard. En 1936, Langer est le premier à occuper la chaire « Archibald Coolidge ».
On se souvient de Langer à Harvard en particulier pour son cours d'histoire 132 sur l'histoire européenne moderne, son cours d'histoire 157 sur l'Empire ottoman et les séminaires d'études supérieures organisés chez lui,. Il enseigne également à la Harvard Extension School.
Avec l'aide d'autres chercheurs au cours des années 1930, Langer révise complètement l'épitomé de l'histoire par le chercheur allemand Karl Ploetz. Le travail massif de Langer est publié en 1940 sous le titre An Encyclopedia of World History. Sa cinquième édition (1972) est la dernière éditée par Langer. Peter N. Stearns et trente autres historiens éminents éditent la sixième édition, publiée en 2001.

## Carrière
En 1957, Langer exhorte les historiens à élargir leurs connaissances avec des techniques de la psychologie moderne.
Langer est enrôlé dans le United States Army Chemical Service pendant la Première Guerre mondiale et combat dans une unité d'armes chimiques sur le front occidental en France. Il décrit l'expérience dans un livre qu'il écrit avec un autre homme de sa compagnie. 
Pendant la Seconde Guerre mondiale, Langer sert dans le nouveau Bureau des services stratégiques (OSS) en tant que chef adjoint et plus tard chef de la Direction de la recherche et de l'analyse jusqu'à la fin de la guerre. Dans la correspondance, il est identifié comme OSS 117 , un nom de code qui est entré dans la culture populaire française en 1949 grâce à l'œuvre éponyme de Jean Bruce, qui s'inspirera de leur rencontre pour donner naissance à son personnage. Il est assistant spécial pour l'analyse du renseignement auprès du secrétaire d'État américain James F. Byrnes. En 1950, Langer organise le bureau des estimations nationales dans la nouvelle Agence centrale de renseignement.
Après la guerre, Langer retourne à l'université, mais de 1961 à 1977, il siège au Conseil consultatif du renseignement étranger du président.

## Récompenses
William Langer reçoit la médaille du mérite du président Truman en juillet 1946 en reconnaissance de son service en temps de guerre. Il reçoit également le prix Bancroft en 1954. Après la guerre, Harvard et l'Université Yale décernent à Langer des LL. D. comme l'Université de Hambourg en 1955. Parmi ses nombreux engagements, Langer est président de la Société américaine d'histoire en 1957. Langer reçoit le Golden Plate Award de l'American Academy of Achievement en 1965.